# Gentiana andrewsii
Gentiana andrewsii ("Bottle gentian" o "Closed gentian" en inglés) es una especie de planta herbácea perteneciente a la familia  Gentianaceae. Es originaria del noreste de Norteamérica desde Dakota  hasta la costa este.

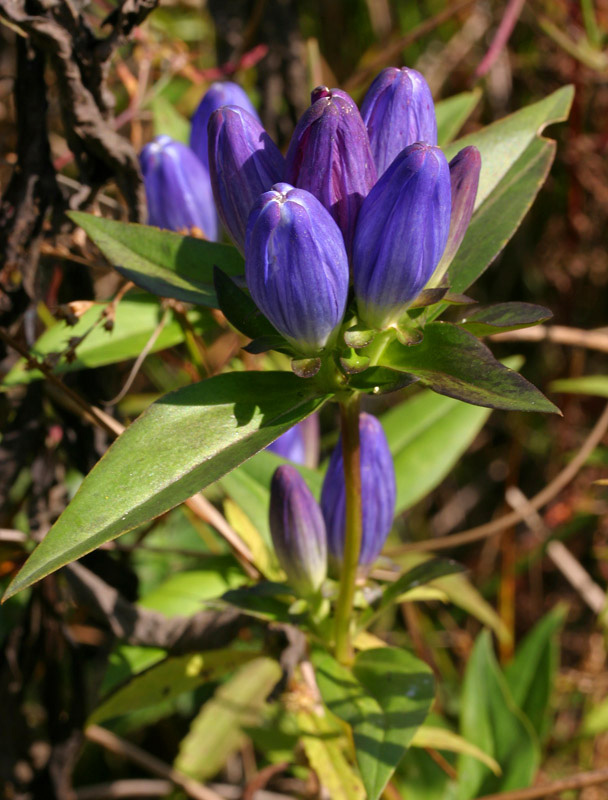
Inflorescencia

## Descripción
Las flores tienen de 2 a 4 cm de largo , por lo general con un vistoso color azul y en forma de botella con la boca cerrada. Las flores se agrupan en la parte superior de la planta o en el eje de las hojas superiores . Los tallos tienen 30 a 60 cm de largo , laxos, produciendo extensas plantas con extremos doblados hacia arriba que terminan con racimos de flores polinizadas por abejas . El follaje es glabro con un brillo satinado. Las plantas son el alimento habitual de cerdos y cochinillas . Esta especie puede hibridar con Gentiana alba, para la producción de cultivos de plantas con flores blancas con los bordes azules. La especie se considera una especie amenazada en los estados de EE. UU. de Nueva Inglaterra, Nueva York y Maryland.

## Taxonomía
Gentiana andrewsii fue descrita por August Grisebach y publicado en Flora Boreali-Americana 2(8): 55–56. 1837.
Etimología
Gentiana: Según Plinio el Viejo y Dioscórides, su nombre deriva del de Gentio, rey de Iliria en el siglo II a. C., a quien se atribuía el descubrimiento del valor curativo de la Gentiana lutea.
andrewsii: epíteto otorgado en honor de Henry Andrews (1794-1830), un eminente botánico inglés.
Sinonimia
- Cuttera catesbei Raf.
- Dasystephana andrewsii (Griseb.) Small
- Gentiana alba var. pauciflora Farw.
- Gentiana catesbaei Andrews
- Pneumonanthe andrewsii (Griseb.) W.A. Weber
- Xolemia clausa Raf.[6]